# Chariaspilates pannonicus
Chariaspilates pannonicus là một loài bướm đêm trong họ Geometridae.